# Starpoint Gemini 2
Starpoint Gemini 2 là trò chơi điện tử thể loại mô phỏng giao thương và chiến đấu không gian kết hợp nhập vai phát triển bởi hãng Little Green Men Games tại Croatia. Đây là trò chơi thứ hai trong dòng trò chơi Starpoint Gemini. Tác phẩm đã phát hành vào ngày 26 tháng 9 năm 2014.
Lấy bối cảnh 2 năm sau các sự kiện diễn ra trong Starpoint Gemini. Nhân vật chính sẽ thực hiện một cuộc hành trình báo thù cho cái chết của người cha nhưng càng đi sâu vào việc này thì nhân vật lại càng nhận ra đây không chỉ là báo thù bình thường nữa mà là đang tiếp tục công việc của cha mình với một kế hoạch có thể ảnh hưởng đến số phận của toàn bộ hệ hành tinh Starpoint Gemini. Người chơi sẽ chọn một trong ba nhánh nhân vật chính, mỗi nhánh có các kỹ năng khác nhau hỗ trợ cho cho việc thám hiểm, ngoài ra còn có thể thuê thêm phụ tá để hỗ trợ kỹ năng hay lính đánh thuê điều khiển các con tàu khác hỗ trợ tác chiến. Nhân vật sẽ thể lái tàu không gian của đi mình khám phá hệ hành tinh Starpoint Gemini, thực hiện các các công việc như tiêu diệt mục tiêu, quét các vùng nhiễu loạn không gian, buôn bán, buôn lậu... trong đó có một tính năng khá đáng chú ý là bắt tàu của đối phương, để thực hiện được việc này người chơi sẽ phải thực hiện khá nhiều bước rắc rối khác nhau và con tàu bắt được có thể đưa vào trạm để sử dụng sau hoặc bán lấy tiền. Điểm kinh nghiệm sẽ tăng lên sau mỗi lần hoàn thành nhiệm vụ, chiến đấu, mua bán... và nhân vật có thể dùng chúng để nâng cấp kỹ năng, cứ sau mỗi 5 cấp nhân vật sẽ có điểm tài năng dùng để nâng cấp các kỹ năng đặc biệt chung cho cả ba nhánh.
Trò chơi đã nhận được các đánh giá nhìn chung là tích cực kể từ khi phát hành cũng như nhận được một số danh hiệu do các trang mạng chuyên về trò chơi điện tử trao tặng. Bản mở rộng của trò chơi có tựa Secrets of Aethera đã phát hành trực tuyến vào ngày 18 tháng 2 năm 2015. Phiên bản mở rộng tiếp theo là Origins đã phát hành trực tuyến miễn phí vào ngày 10 tháng 6 năm 2015.

## Đón nhận
Trò chơi đã nhận được các đánh giá nhìn chung là tích cực kể từ khi phát hành. GameRankings đã đánh giá trò chơi là 74.09% và Metacritic đã đánh giá trò chơi là 70%. Tổng hợp các bài đánh giá tại IGN thì trò chơi có số điểm 9.8/10, các bài đánh giá tại Gamespot là 9.4/10...
Patrick Carlson tạp PCGamer đã đánh giá trò chơi là 8/10 với nhãn xét "Đây là một trong những trò chơi hay và thành thơi nhất mà tôi từng chơi trong một thời gian dài" với "Các bản nhạc nền tuyệt vời".
Trò chơi cũng đã giành được danh hiệu Trò chơi hay nhất trong thể loại nhập vai tại sự kiện Reboot Develop năm 2014 và được bầu vào nhóm 100 trò chơi indie hay nhất năm 2014 tại trang Indie DB.